# Tomás Martínez
Tomás Martínez Guerrero (Nagarote, 21 de diciembre de 1820 - León, 12 de marzo de 1873) fue un militar y político nicaragüense, que ocupó la Presidencia de La República entre el 15 de noviembre de 1857  y el 1 de marzo de 1867 como el primer presidente del llamado período de «Los Treinta Años Conservadores». 
También, formó parte con Máximo Jerez Tellería de la Junta de Gobierno del llamado «Primer gobierno binario» entre el 24 de junio y el 19 de octubre de 1857, luego del Pacto Providencial entre los partidos legitimista y democrático.
Entre el 15 de noviembre de 1857 y el 1 de marzo de 1859 ejerció como Presidente Provisional nombrado por la Asamblea Constituyente el 9 de agosto de 1857.
Asumió como Presidente Constitucional el 1 de marzo de 1859, de acuerdo con la Constitución de 1858. 
En 1863 se hizo reelegir manu militari para un segundo periodo en contra de La Constitución vigente.

## Reseña biográfica

### Origen
Fue hijo de Joaquín Martínez, judío sefardita, quien falleció en El Salvador y está enterrado en el cementerio judío de ese país y María Guerrero. 

### General en la Guerra Nacional de Nicaragua
En un principio se dedicaba al comercio. Al estallar la guerra civil de 1854, se alistó en el ejército legitimista (conservador) y ascendió hasta llegar a convertirse en General y máximo jefe del Ejército del Septentrión. 
Fue firmante del Pacto Providencial del 12 de septiembre de 1856 en León como delegado del bando legitimista junto con Fernando Guzmán Solórzano, ambos fueron designados por Nicasio Del Castillo y Guzmán, a la sazón jefe de la Junta de gobierno legitimista en disidencia con sede en Matagalpa.

## Vida política

### Junta de gobierno
En 1857, tras la derrota y expulsión del país del filibustero estadounidense William Walker, era el jefe más destacado del Partido Legitimista, razón por la cual había firmado con el general Máximo Jerez Tellería, jefe del Partido Democrático (Liberal), el llamado "Pacto Chachagua" el 12 de septiembre de 1856, que desembocó en un Primer Gobierno Binario (con dos presidentes), que asumieron el 24 de junio de 1857, contribuyendo de manera decisiva a la dirección política y militar en la Guerra Nacional de Nicaragua. 
El Segundo Gobierno Binario (con dos presidentes), que les sucedió el 19 de octubre de 1857, fue integrado por Gregorio Juárez Sacasa y Rosalío Cortés Sánchez.

### Presidente provisional
El 9 de agosto de 1857 fue nombrado Presidente Provisional por la Asamblea Constituyente (de cuyas deliberaciones salió la Constitución de 1858), cargo que asumió el 15 de noviembre de 1857. Durante su período como presidente provisional que duró hasta  el 1 de marzo de 1859, se firmó con fecha del 15 de abril de 1858 el Tratado Cañas-Jerez con Costa Rica. Resistió las presiones de Estados Unidos para firmar un tratado sobre un futuro canal y firmó, en cambio, un tratado con Costa Rica para la canalización del Río San Juan, que no llegó a llevarse a efecto. 

### Presidencia constitucional y Fundador de la Primera República Conservadora
Asumió como Presidente Constitucional el 1 de marzo de 1859, de acuerdo con la Constitución de 1858. 
Durante su gobierno, se establecieron relaciones diplomáticas con países europeos (incluyendo un Concordato con la Santa Sede); se incentivó el cultivo del café y el algodón; y se crearon dos nuevos departamentos: Chinandega y Chontales. También, durante su mandato se construyó el puerto de Corinto (en la isla de Icacos). 
Con su ascenso al poder inició la época histórica nicaragüense conocida como «Primera República Conservadora» con una sucesión de presidentes conservadores que duró treinta años, idealizada en la historia de Nicaragua como un período en que el país gozó de una gran estabilidad política y desarrollo económico.

### Reelección
En 1863, a pesar de que la Constitución de 1858 lo prohibía expresamente, se hizo reelegir para un segundo mandato, lo que provocó la insurrección del liberal Máximo Jerez Tellería y del conservador Fernando Chamorro. Tras dominar estas sublevaciones, se mantuvo en el poder hasta 1867.

#### Presidencia interina de Nicasio Del Castillo y Guzmán
Tres semanas antes de que concluyera su período constitucional 1859-1863, Martínez alegó « el mal estado de salud » y se ausentó temporalmente de la presidencia, que entregó el 4 de enero de 1863 al senador Nicasio Del Castillo y Guzmán (* 1816; † 1884), designado por el Congreso. En realidad las intenciones de Martínez eran tomar el mando militar y reforzar su capacidad bélica en previsión a la guerra que se avecinaba.
Del Castillo ejerció como Presidente interino hasta el 31 de agosto de 1863 cuando Martínez reasumió el cargo, según él, como una simple continuación del período anterior.
El 1 de mayo de 1863 Del Castillo emitió un Acuerdo Ejecutivo creando una Capitanía General del ejército de Nicaragua y al día siguiente confirió el grado de Capitán general a Martínez quien para ese entonces era General de División.